# Gilbert Sadi Kirschen
Gilbert Sadi Kirschen, alias Captain King (Brussel, 7 april 1916 - Waver, mei 1991), was een Belgische geheim agent in de Tweede Wereldoorlog. Hij werd gedropt in Frankrijk en Nederland.

## Levensloop

### Meidagen 1940; vlucht naar Engeland
Kirschen studeerde rechten en was advocaat op het moment dat nazi-Duitsland België aanviel. Hij was als adjudant ondergebracht bij het 6de Regiment Veldartillerie. Na 18 dagen vechten had zijn eenheid geen munitie meer. Kirschen werd op een militaire truck als krijgsgevangene naar Duitsland vervoerd, maar slaagde erin te ontsnappen en keerde terug naar België. Hij probeerde daarna via Frankrijk Engeland  te bereiken. De eerste pogingen mislukte, maar uiteindelijk wist hij met een schip uit Marseille Algerije te bereiken. Daar belandde hij in de gevangenis, maar werd vrijgelaten na bemiddeling van de Belgische consul. Via Tanger, Lissabon en Gibraltar bereikte hij begin 1942 Engeland.

### Geheim agent; gedropt in Frankrijk
In Engeland werd Kirschen door een vriend Freddy Limbosch overgehaald om zich aan te melden bij de Belgian Indepedent Parachute Company. In februari 1944 werd de afdeling ingelijfd bij de Special Air Service (SAS). Agenten van deze geheime dienst werden vaak achter de vijandelijke linies gedropt. Kirschen zag de eerste keer actie toen hij in het kader van Operatie Bunyan op 3 augustus 1944 in de buurt van Nogent-le-Rotrou werd gedropt met een team om de Duitse troepenbewegingen richting de Belgische grens in kaart te brengen. Op 28 augustus werd hij geparachuteerd in de buurt van Beauvais. Kirschen kreeg een document in handen met de volledige slagorde van de Duitse divisies achter de rivier Somme en seinde deze informatie meteen door naar Engeland. 

### Operatie Market Garden; actief in Nederland
Op 15 september 1944, twee dagen voor het begin van Operatie Market Garden, werd Kirschen samen drie andere Belgische agenten (Jules Regner, René Pietquin en Jean Moyse) gedropt op een heideveld ten zuiden van Putten, in de buurt van de buurtschap Gerven. Zij waren alle vier Franstalig. Kirschen kreeg drie opdrachten mee: het lokaliseren van lanceerbases van de nieuwe V-2's; inlichtingen doorgeven van Duitse troepenbewegingen in het kader van Operatie Market Garden; en het in kaart brengen van belangrijke doelen voor de RAF.
Kirschen werd opgevangen door de lokale RVV-groep onder commando van Ab Witvoet. Vermoedelijk was ook de districtscommandant Berend Dijkman aanwezig. Kirschen werd eerst onder gebracht in de boerderij van jachtopziener Gradus van Beek tussen Barneveld en Scherpenzeel. Omdat die locatie niet veilig was werd hij vervolgens overgebracht naar de boerderij van Piet Veenendaal in De Glind. Hij vond daar onderdak in een omgebouwd kippenhok dat toebehoorde aan buurman Wuf Lagerwey, vanwaaruit hij begon te zenden.
Op derde dag van de Slag om Arnhem ontving Kirschen bericht dat het hoofdkwartier van de Airborne Forces geen contact kon krijgen met de 1e Luchtlandingsdivisie. Hij kreeg de opdracht het contact te herstellen. Kirschen stuurde zijn assistent Regner er samen met de ondergedoken zeeman Leendert Timmers op uit. Via Bennekom en Renkum bereikten zij Driel, maar op dat moment was de slag voor de geallieerden al verloren. Regner en Timmers bleven daarom in bevrijd gebied.

### Operatie Pegasus I
Na de Slag om Arnhem waren er veel Britse parachutisten achtergebleven in de regio. Een groep van honderdveertig man werd in de nacht van 22 op 23 oktober 1944 onder de naam Operatie Pegasus I dwars door de Duitse linies heen gesmokkeld en over de Rijn gezet, waarna ze in bevrijd gebied aankwamen. Kirschen speelde met zijn radiozender een cruciale rol in het onderhouden van het contact tussen de geallieerden en het Nederlandse verzet. Zo zorgde hij ervoor dat er wapens en uniformen werden gedropt. Verschillende militairen, waaronder Leo Heaps en David Dobie, die eerder naar bevrijd gebied ontsnapten bezochten Kirschen onderweg in zijn kippenschuur.

### Verraad; verhuizing naar Maarn
De staf van de Binnenlandse Strijdkrachten in Ede lichte Kirschen op 30 oktober in dat het dienstmeisje van zijn gastheer Lagerwey overal in Ede had verteld dat haar baas Engelse militairen onderdak bood. Kirschen werd samen met zijn marconist Moyse direct verplaatst naar een schuilplaats die de Edese verzetsleider Derk Wildeboer had uitgekozen, wederom een kippenhok. Dit kippenhok ging een paar dagen later in vlammen op, evenals al het materiaal, waaronder de zendapparatuur, wapens en munitie. Via een reserve-zender die elders was verborgen werd Londen om nieuwe materialen gevraagd. De Duitsers hadden intussen lucht gekregen van de vorige verblijfplaats van Kirschen. Zij beschoten het kippenhok met FLAK. Lagerwey en zijn vrouw waren beiden ondergedoken, maar twee knechten werden gegrepen en verloren uiteindelijk het leven in een Duits concentratiekamp.
Kirschen en Moyse waren intussen ondergebracht in een landhuis bij Maarn met de naam De Boerderij. In eerste instantie was hun uitzending naar Nederland maar voor een paar weken geweest. Er waren echter nog steeds veel achtergebleven militairen. Bovendien werd Kirschen door het Edese verzet overstelpt met militaire informatie van een zeer hoge kwaliteit, waardoor Londen besloot dat hij langer moest blijven. De broers Henk en Wim van der Mheen uit Lunteren functioneerden als koeriers. Dit werd overgenomen door Gijsje van den Heuvel uit Ede en Bep Achterstraat en Rie te Winkel uit Barneveld, toen de broers zich vanwege de toenemende razzia's steeds minder op straat konden bevinden.

### Operatie Pegasus II; laatste oorlogsmaanden
Een maand na Pegasus I volgde Operatie Pegasus II. Kirschen was hier zijdelings bij betrokken, de organisatie werd grotendeels verzorgd door geheim agent Abraham du Bois. De operatie mislukte en een groot aantal deelnemers werd gepakt. Verschillende Nederlanders moesten hun arrestatie met de dood bekopen. Ook Du Bois werd tien dagen na de actie gearresteerd en later geëxecuteerd. Kirschen en Moyse keerden pas halverwege maart 1945 via Sliedrecht terug naar bevrijd gebied, hoewel ze al vanaf december 1944 pogingen daartoe waagden. In de laatste maanden hielp Kirschen bij de ontsnapping van kleine groepjes militairen, waaronder brigadegeneraal John Hackett. In deze periode werkte hij samen met een andere geheim agent Dick Kragt, met wie hij regelmatig botste.

## Naoorlogse jaren
Na de oorlog pakte Kirschen zijn werk als advocaat weer op. Door de Nederlandse regering werd hij onderscheiden met de Bronzen Leeuw. Hij schreef een boek over zijn oorlogservaringen dat in 1946 verscheen: Zes vrienden komen heden avond. In 1986 publiceerde hij het boek: De opvoeding van een prins: gesprekken met koning Leopold III.